# Zambia Democratic Congress
Zambia Democratic Congress (Kürzel ZADECO, deutsch Sambischer Demokratischer Kongress), später in Zambia Development Conference (ZADECO) umbenannt, war eine 1995 gegründete politische Partei in Sambia.

## Entwicklung
Vorsitzender des ZADECO war Dean Mung’omba, der als Präsidentschaftskandidat bei den Wahlen in Sambia 1996 gegen Frederick Chiluba mit 12 Prozent das zweitbeste Ergebnis erzielen konnte. Seine Partei gewann in dieser Wahl zwei Mandate in der Nationalversammlung Sambias.
Vor den Wahlen in Sambia 1996 bildete die Partei zusammen mit der Zambia Republican Party (ZRP) die National Democratic Focus (NDF).
Die ZADECO ging 1999 in der Zambia Alliance for Progress (ZAP) auf, deren Vorsitzender Mung’omba wurde.